# Epacris grandis
Epacris grandis är en ljungväxtart som beskrevs av R.K. Crowden. Epacris grandis ingår i släktet Epacris och familjen ljungväxter. Inga underarter finns listade i Catalogue of Life.